# Дворац „Каштел“ у Ечки
Дворац „Каштел“ (Дворац „Лазар“) у Ечкој, један од најпознатијих двораца у Србији, налази се у селу Ечка, АП Војводина, 60 километара северно од Београда и седам километара од Зрењанина. Грађен је у енглеском стилу, у периоду од 1816. до 1820. године.

## Историјат
Властелин Лукач Лазар купио је на лицитацији пустару Ечку 1781. године и ту изградио цркву и основао насеље за своје поданике. Дворац „Каштел“ почетком XIX века подигао је Лукин син, Агоштон Лазар и он је најзаслужнији за његово отварање августа 1820. године. На свечаном отварању свирао је Франц Лист, тада деветогодишњи дечак, а доцније славни композитор. Отварању је присуствовао и чувени гроф Естерхази, најбогатији и најугледнији властелин у Угарској. Имање и дворац 1870. године откупио је гроф Феликс Орнонкур, а након тога дворац је дограђен и измењен 1898/99. године. Данашњи изглед добија када је породица Орнонкур била на врхунцу. 

„Каштел“ је током година био место окупљања многих љубитеља лова, а ту су боравили и аустроугарски престолонаследник Франц Фердинанд и југословенски краљ Александар Карађорђевић. Након Другог светског рата, власници емигрирају, а дворац прелази у државно власништво.

## Архитектура
Дворац је приземна грађевина сложене основе са накнадно дограђеним крилом у облику латиничног слова „L“. Првобитни објекат је измењен тако што је у пространом поткровљу простор прилагођен за становање. У средишњем делу дограђеног крила изграђена је кула са пирамидалним кровом, а у продужетку је приземни анекс са тремом. Трем се протеже дуж целог јужног крила, а носе га удвојени јонски стубови. Комплекс дворца у Ечки окружен је мањим парком, а некада је чинио амбијенталну целину у којој је гроф Феликс Орнонкур поставио парковску скулптуру, фонтану и други парковски мобилијар. Некад помоћни објекти удаљени су од дворца, а данас се налазе изван комплекса. Иако знатно измењена како у ентеријеру тако и екстеријеру, зграда дворца у Ечки је у градитељском смислу јединствен објекат.
Дворац је проглашен за споменик културе 2001. године. Од 2004. године у приватном је власништву компаније „Универзал“ из Београда. Уз сагласност Завода за заштиту споменика културе Зрењанин, дограђено је ново крило иза старог, које је омогућило боље функционисање хотела. Фонтана са скулптуром у средини смештена у парку испред дворца рестаурирана је 2007. године. Оригинална скулптура од теракоте рестаурирана је и смештена унутар дворца, а на њеном месту постављена је реплика од бронзе.

## Дворац „Каштел“ данас
Након темељног реновирања, дворац „Каштел“ је већим делом рестауриран и претворен у хотел. Располаже са 38 соба и 7 апартмана, као и великим парком који окружује цело здање, а некадашња балска дворана преуређена је у ресторан. Дворац представља пример успешно ревитализованог споменика културе.

## Галерија
- Дворац Каштел у Ечки 1899. године
- Дворац Каштел у Ечки 1901. године
- Крило дворца
- Фонтана
- Споменик у парку
- Статуа Светог Хуберта
- Коњушница
- Водоторањ